# Kplang (Sprache)
Kplang (auch Prang) ist eine bedrohte Sprache und ist der Volksgruppe der Kplang in Ghana. 
Die inzwischen lediglich 1.600 Sprecher (2003 GILLBT) leben südlich des Volta-Stausees und damit südlich der Sprachgruppe Yeji (Chumburung). 
Kplang weist zu 73 % eine Übereinstimmung mit Chumburung auf, und zu 96 % eine Übereinstimmung zu Yeji. Betrachtet man allein die lexikalische Übereinstimmung, findet sich zu Yeji eine 92 % Übereinstimmung und zu Chumburung zu 79 %. 